# Riachinho (Tocantins)
Riachinho es un municipio brasileño del estado del Tocantins. Su población estimada en 2004 era de 3.718 habitantes.